# عجينة فاصولياء الازوكي
عجينة فاصولياء الأزوكي أو مربى فاصولياء الأزوكي أو أنكو (باليابانية: 餡こ أو 小豆餡) هي عجينة تصنع من حبوب فاصولياء الأزوكي المسلوقة. وتستخدم في المطبخ الشرق اسيوي. وهو مكون أساسي يدخل في تحضير مجموعة واسعة من الحلويات اليابانية.

## تاريخياً
تعود أصول عجينة فاصولياء الأزوكي إلى فترة هييان (1185-794)، عندما أحضر المسافرون من الصين معهم وصفات لكعك مطبوخ على البخار، ومصنوع من دقيق القمح أو الأرز. يعرف باليابانية باسم "مانجو"، وكان هذا الكعك وما زال محشو بمكونات مثل اللحوم والخضروات. ولكن قام الكهنة البوذيون، وهم عادة ما يكونوا نباتيين، بتبديل الحشو لاستخدام مكونات أخرى حبوب الأزوكي المسلوقة بدلًا من لحم الخنزير والدجاج لابتكار نسخ خالية من اللحوم من هذه الوجبات الخفيفة البسيطة.
وبدأ الطهاة أولاً بتحلية معجون فول أزوكي الأحمر المحلى خلال فترة ماروماتشي (1568-1333). ولكن لم تبدأ الحلوى اليابانية القائمة على عجينة فاصولياء الأزوكي في الانتشار، وخاصة تلك المستخدمة في مراسم الشاي، إلا بعد أن بدأ التجار الهولنديون في استيراد السكر بانتظام إلى اليابان في عصر إيدو (1868-1603).

## أنواع عجينة فاصولياء الأزوكي
تقسم عجينة فاصولياء الأزوكي المحلى عمومًا إلى أصناف مختلفة، منها المحضر بواسطة الغربال (كوشيئان) والخشن (تسوبوئان). بالإضافة إلى الأزوكي، تحضر عجينة فاصولياء الأزوكي كذلك من الأطعمة مثل الكستناء والفاصوليا والبطاطا الحلوة. وهناك أيضًا أنواع يضاف إليها النكهات مثل السمسم المطحون واليوزو والميسو.

## اقرأ ايضاً
- دوراياكي
- دايفوكو